# Calcita flotante

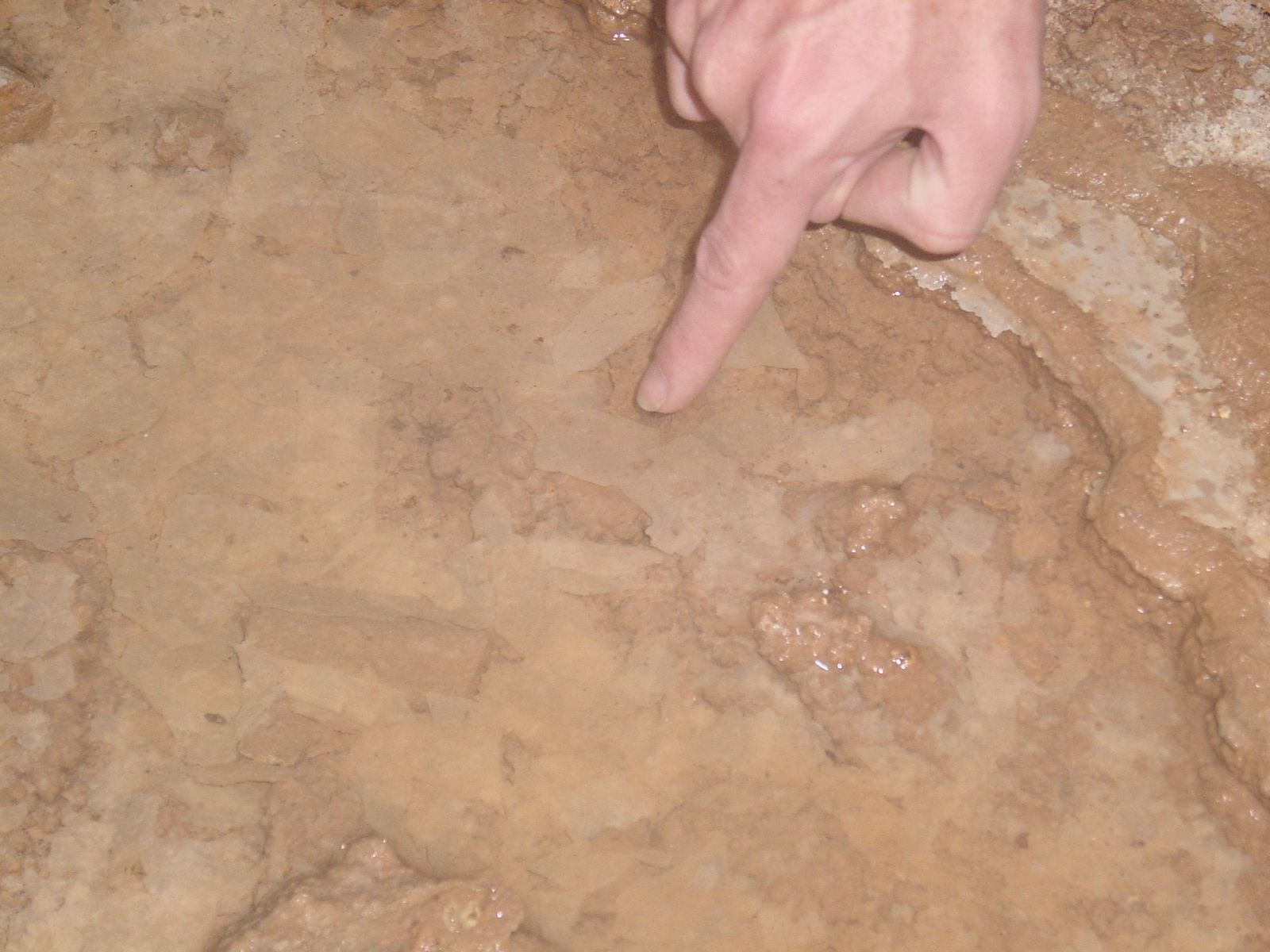
Cristales de calcita flotante; cuando adquieren un cierto tamaño, se hunden y agregan en el fondo.

La calcita flotante, balsas o copos de nieve es un tipo de espeleotema, cuya formación es por precipitado de carbonato cálcico o aragonito que flota sobre aguas estancas debido a su gran finura, no mayor de 1 milímetro. Su tamaño está limitado en superficie, ya que de otra forma se hunden al ser la tensión superficial del agua quien las mantiene a flote (la calcita tiene un peso específico mayor al del agua). También se puede llegar a adosar a las paredes del charco o gour donde se encuentren.
La calcita flotante es origen de otro espeleotema, los conos de las cavernas, por acrección de la ella en el fondo de la balsa donde flota forzada, por ejemplo, por el goteo de una estalactita.